# 山王镇 (威远县)
山王镇，是中华人民共和国四川省内江市威远县下辖的一个乡镇级行政单位。2019年12月，撤销黄荆沟镇，将其所属行政区域划归山王镇管辖。

## 行政区划
山王镇下辖以下地区：
山王场社区、华丰村、风桠村、李寨村、跃进村、白龙村、向毕村、长岭村、玉华村、双塘村和豹山村。